# Gerichtstag
Gerichtstag ist der Tag, der für die Verhandlung von Rechtsstreitigkeiten vom Gericht bestimmt wird. Er wird auch als Sitzungstag bezeichnet. Heute wird unter Gerichtstag meist der auswärtige Gerichtstag verstanden, also die Abhaltung einer Verhandlung außerhalb des Gerichtssitzes. Da am Ort des Gerichtstages keine Gerichtsverwaltung vorhanden ist, müssen Schriftsätze beim zuständigen Hauptgericht eingereicht werden.